# 주성철
주성철은 대한민국의 영화 평론가이다.

## 생애 및 경력
1976년 부산 출생으로 부산대 행정학과를 졸업했다. 2000년 영화 월간지 키노에서 영화 기자 경력을 시작해서 영화 주간지 필름 2.0을 거쳐 2007년 씨네21에 입사했다. 2015년 2월부터 씨네21 편집장으로 일하고 있다.

## 저서
저자
- 《홍콩에 두 번째 가게 된다면》 2010년 9월 ISBN 9788993928228
- 《두기봉》 - 제14회 부산국제영화제 마스터클래스 2010년 11월 ISBN 9788995642948
- 《그 시절 우리가 사랑했던 장국영》 2013년 4월 ISBN 9788965960676
- 《영화를 좋아하는 사람이라면 꼭 알아야 할 70가지》 2014년 5월 ISBN 9788960603356
- 《영화기자의 글쓰기 수업》 2018년 12월 ISBN 9791160021851

엮음
- 《우리 시대 영화 장인》 2013년 6월 ISBN 978-89-301-0445-6
- 《데뷔의 순간》 2014년 11월 ISBN 9791156755272

## 출연
- B TV 《movie Big》 2018년 3월~ 공동 진행
- 방구석 1열에 조연으로 장성규와 공동 진행